# Ravinder N. Maini
Ravinder Nath Maini (Ludhiana, 1937) is een van oorsprong Indiase reumatoloog. Hij is hoogleraar aan het Kennedy Institute, dat onderdeel is van het Imperial College London. Hij verwierf vooral bekendheid door zijn ontdekking dat TNF-alfa-remmers kunnen worden ingezet bij de behandeling van reumatoïde artritis.

## Biografie
Maini werd geboren in Ludhiana, India, maar heeft het grootste deel van zijn leven in het Verenigd Koninkrijk gewoond. Hij haalde zijn bachelor aan het Sidney Sussex College, Cambridge.
In de jaren 80 ontdekten Maini en zijn collega Marc Feldmann dat tumornecrosefactor α een belangrijke cytokine is in het proces van reumatoïde artritis.
In 2002 kreeg Maini de Crafoordprijs. In 2003 werd hij voor zijn werk geridderd. Datzelfde jaar won hij de Albert Lasker Award for Clinical Medical Research. In 2008 kreeg hij samen met Marc Feldmann de Dr. Paul Janssen Award for Biomedical Research.